# Héjas kérgű hikoridió
A héjas kérgű hikoridió (Carya laciniosa) a bükkfavirágúak (Fagales) rendjébe sorolt diófafélék (Juglandaceae) családjában a hikoridió (Carya) nemzetségben a valódi hikorik (Carya fajcsoport) egyik faja. Magyar neve az amerikai shellbark hickory tükörfordítása. Hívják még nagy-, nyugati-, illetve király-hikorinak is.

## Származása, elterjedése
Az atlantikus–észak-amerikai flóraterületen endemikus. Nagy, összefüggő területen a préri flóratartományban él, de kisebb, elszigetelt populációi a másik két flóratartományban is előfordulnak.

## Megjelenése, felépítése
Bozontos kérge ugyanolyan lemezesen hámlik, mint a fehér hikoridióé (Carya ovata), de maguk a fák kisebbek. Jól elkülönítő jegyek, hogy rügyei nagyon nagyok, erős vesszői barnássárgák kopáncsa pedig igen vastag (kb. 1 cm).
Levele a mi diónk (közönséges dió, Juglans regia) levelére hasonlít annyi eltéréssel, hogy a három csúcsi levélke egymáshoz közel ered, tehát a csúcsi levélkének nincs levélkenyele; ébből adódóan a levélkék alapja megnyúlt.
Nagy, lapított, négyszögletes, krémszínű diójának a héja vastag (kb. 4 mm). Dióbele hasonlít a fehér hikoridió belére. Finomnak tartják, boltokban is kapható. A régi indiánok nemcsak ették, de angol átírással „powcohiccori”-nak nevezett italukat is ebből erjesztették. 

## Életmódja, termőhelye
Természetes élőhelyein a tölgyesek rendszeres elegyfája. A mély termőrétegű, nyirkos, nagy humusztartalmú talajokat kedveli, de soványabb talajon is megél.

## Felhasználása
Ősi kultúrnövény; diójáért már Amerika felfedezése előtt ültették az indiánok.
Fájából mezőgazdasági szerárukat, kéziszerszámokat készítenek, egy részét eltüzelik.

### Fajták, változatok
Az értékesebb diótermő egyedek kiválogatása során a nagyobb diójú példányokat tekintették hasznosabbaknak, tehát a szelekció főleg a dió méretére összpontosított. Jelenleg több mint 40 válogatva szelektált fajtáját tartják nyilván; a legtöbbjük Iowa és Pennsylvania államokból származik. 
- Big Cypress — 1985-ben ismerték el; Charles Spurgeon szelektálta;
- Chetopa — 1990-ben elismert fajta; termékeny és megbízhatóan termő. Diója könnyen törhető, bele jóízű;
- Daulton — 1987-ben elismert fajta amely életerejével és gyors növekedésével tűnik ki. Különlegesen vastag vesszőket, nagy leveleket, nagy diókat hoz;
- Dewey Moore — 1990-ben elismert fajta; déli vidékekre való. Igen vékony héjú diói könnyen törhetőek;
- Fayette — 1932-ben ismertette el Fayette Etter. Termékeny, önbeporzó. A nagy dióik héja vékony. A dióbél aránya 33 %;
- Henning — Gyorsan növő fajta nagy, szép dióval;
- Henry — valószínűleg a legismertebb fajta. Korán termőre fordul. Diója körülbelül 30 g, ami az alapfaj dióméretének duplája. Bár a héja vastag, viszonylag könnyen törhető;
- Keystone — 1955-ben elismert fajta; Fayette Etter nemesítette. Rendszeresen terem. Ez a legjobban törhető fajta;, töréskor a héj leválik a bélről;
- Lindauer — Igen jól és nagy diókat termő fajta. A betegségeknek ellenáll. A dió héja közepesen vastag, a dióbél felesen nyerhető ki;
- Nieman — Jól és nagy diókat terem. Diója héja vastag, de jól törhető;
- Nook — 1990-ben elismert fajta nagy, de vastag héjú dióval;
- Preston — Gyorsan növő és rendszeresen termő, korán érő;
- Selbers — Rövid tenyészideje dacára rendszeresen és bőven terem. Diói 2,5–4 cm-esek, kiválóan törhetők.
- Ross — főleg északra, hideg éghajlatra ajánlják;
- Scholl —  — főleg északra, hideg éghajlatra ajánlják.

További szaporított fajták: Bradley, Brouse, Chetopa, Dewey Moore, Ellison 1, Florin Smith, Hoagland, Lebanon, Mackinaw, Nook, Stephens, Villa Ridge.

## Képek

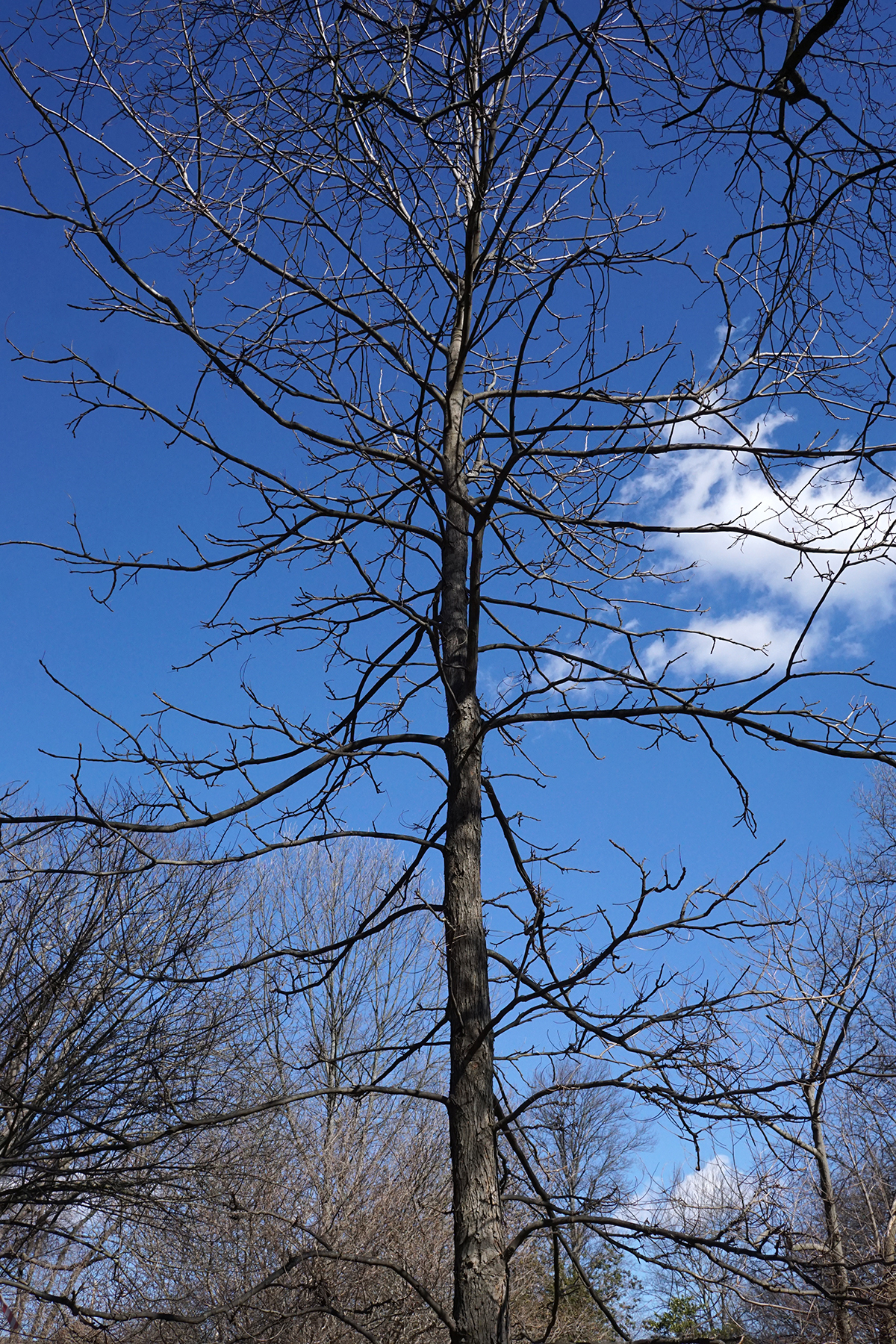
Télen, csupasz ágakkal
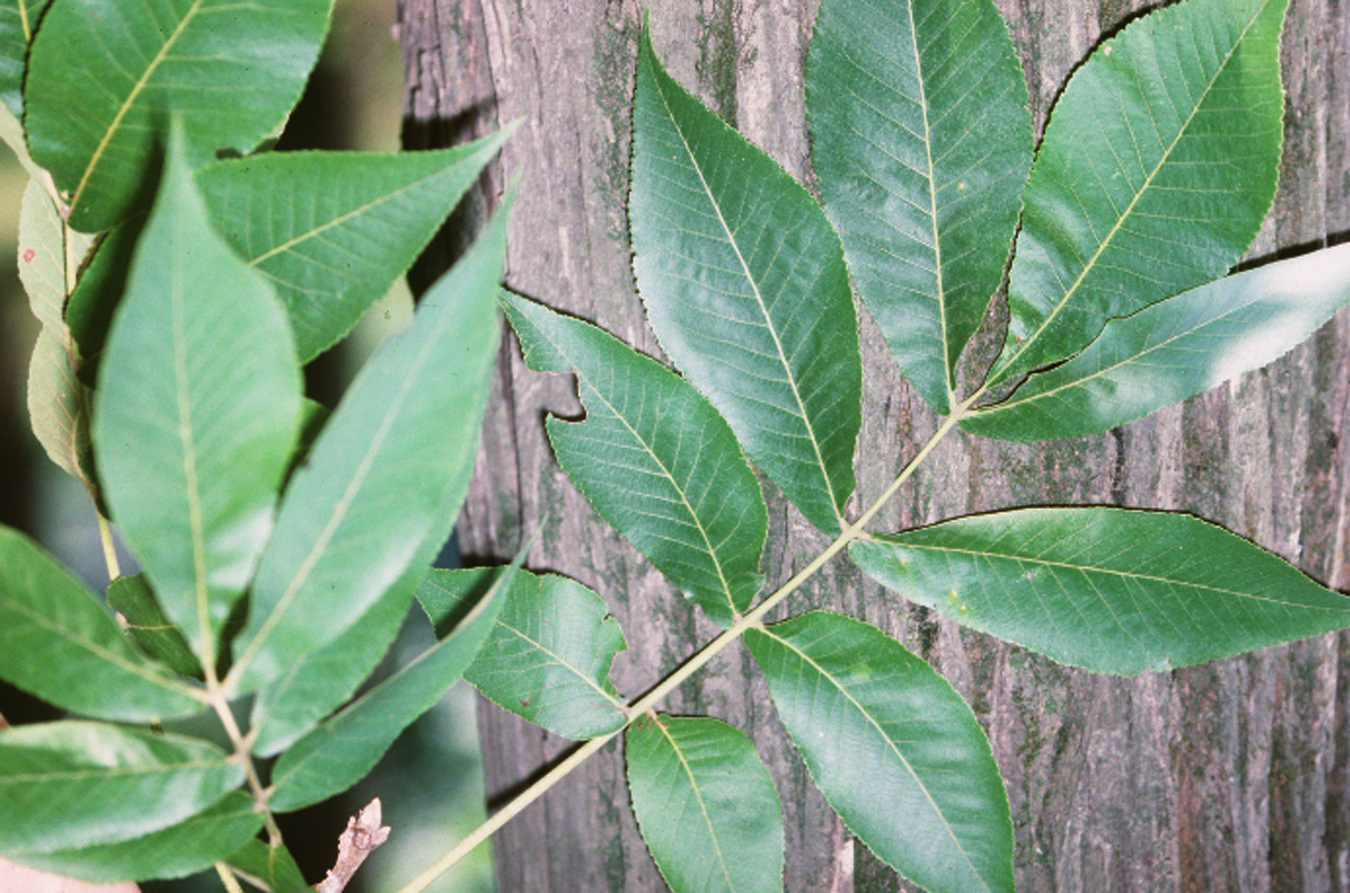
Kérge és levele
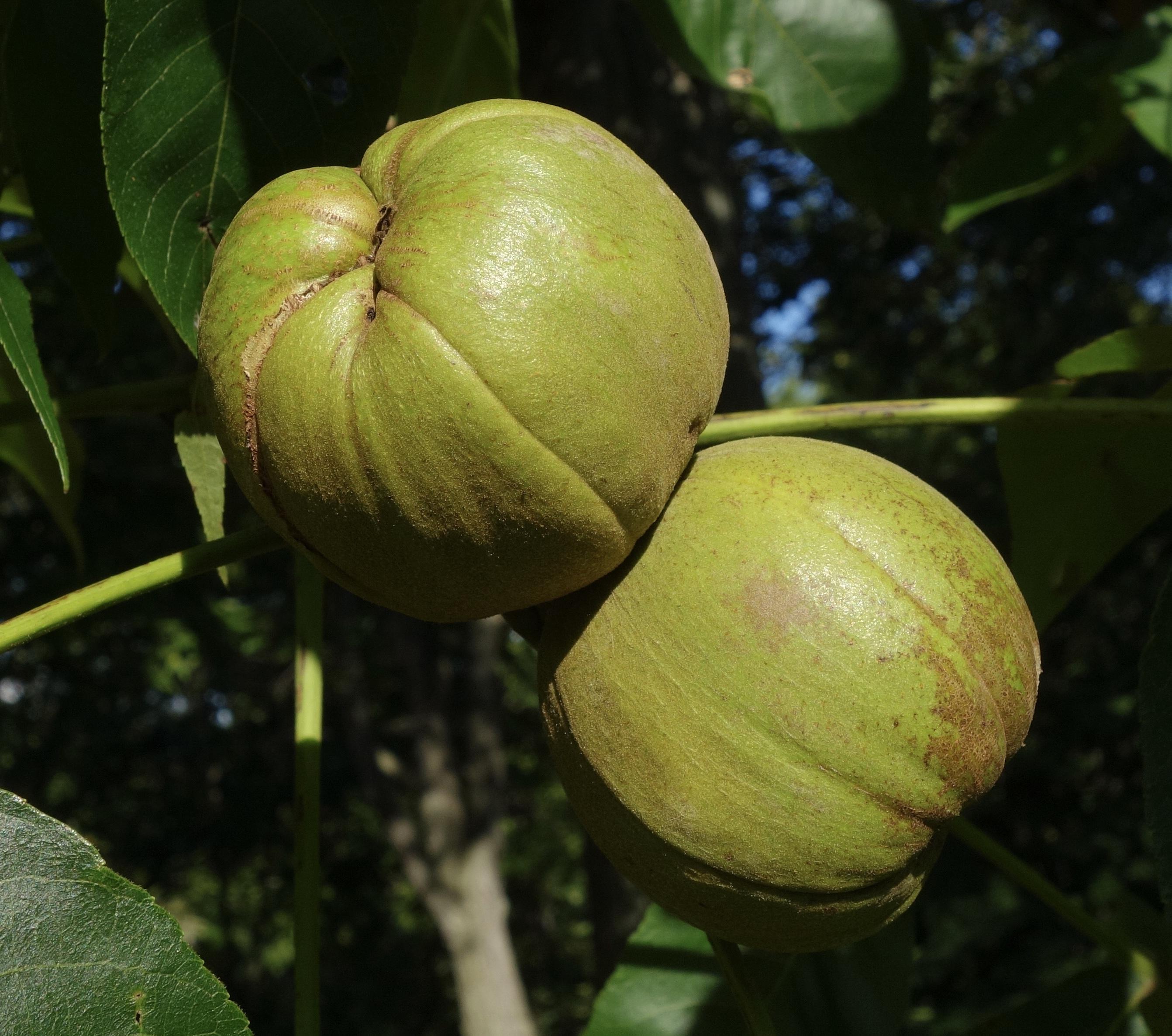
Érő termése